# Snow (cantor)
Darrin Kenneth O'Brien (North York, 30 de outubro de 1969), mais conhecido pelo seu nome artístico de Snow, é um premiado músico de reggae canadense. Ele é mais conhecido por seu hit de 1993 "Informer", que atingiu a 1ª posição na U.S. Billboard Hot 100.
Em 2019, Daddy Yankee e Snow lançaram a música "Con Calma" que ficou na sexta posição da Billboard Hot 100.

## Discografia
| Ano  | Álbum                                                                              | Chart positions | Chart positions | Chart positions | Chart positions | Chart positions | Certificações                   |
| Ano  | Álbum                                                                              | U.S.            | U.S. R&B        | U.S. Reggae     | CAN             | JAP             | Certificações                   |
| ---- | ---------------------------------------------------------------------------------- | --------------- | --------------- | --------------- | --------------- | --------------- | ------------------------------- |
| 1993 | 12 Inches of Snow - Lançamento: 27 de abril de 1993 - Gravadora: East West Records | 5               | 12              | 4               | 3               | -               | - US: Platina - CAN: 3× Platina |
| 1995 | Murder Love - Lançamento: 21 de fevereiro de 1995 - Gravadora: East West Records   | -               | -               | 1               | -               | 14              | - JAP: Million                  |
| 1997 | Justuss - Lançamento: 14 de janeiro de 1997 - Gravadora: East West Records         | -               | -               | 12              | -               | -               |                                 |
| 1999 | Cooler Conditions - Lançamento: 28 de setembro de 1999 - Gravadora: JVC            | -               | -               | -               | -               | -               |                                 |
| 2000 | Mind on the Moon - Lançamento: 15 de agosto de 2000 - Gravadora: EMI               | -               | -               | -               | 61              | -               |                                 |
| 2002 | Two Hands Clapping - Lançamento: 26 de novembro de 2002 - Gravadora: Virgin Music  | -               | -               | -               | -               | -               |                                 |

### Compilações
| Ano  | Álbum                                                                                   | Chart positions | Chart positions | Chart positions | Certificações |
| Ano  | Álbum                                                                                   | U.S.            | U.S. R&B        | U.S. Reggae     | Certificações |
| ---- | --------------------------------------------------------------------------------------- | --------------- | --------------- | --------------- | ------------- |
| 1997 | The Greatest Hits of Snow - Lançamento: October 21, 1997 - Gravadora: East West Records | -               | -               | -               |               |
| 1998 | Best Remix of Snow - Lançamento: 24 de junho de 1998 - Gravadora: East West Japan       | -               | -               | -               |               |

### Singles
| Ano  | Título                                                | Peak positions | Peak positions | Peak positions | Peak positions | Peak positions | Peak positions | Peak positions | Peak positions | Peak positions | Álbum                                |
| Ano  | Título                                                | AUS            | CAN            | IRE            | NED            | NZ             | SWE            | UK             | U.S.           | U.S. R&B       | Álbum                                |
| ---- | ----------------------------------------------------- | -------------- | -------------- | -------------- | -------------- | -------------- | -------------- | -------------- | -------------- | -------------- | ------------------------------------ |
| 1993 | "Informer"                                            | 1              | 9              | 1              | 2              | 1              | 1              | 2              | 1              | 10             | 12 Inches of Snow                    |
| 1993 | "Girl I've Been Hurt"                                 | 26             | 28             | 20             | 28             | 17             | 37             | 48             | 19             | 78             | 12 Inches of Snow                    |
| 1993 | "Uhh in You"                                          | —              | —              | —              | —              | —              | —              | 67             | —              | —              | 12 Inches of Snow                    |
| 1994 | "Si Wi Dem Nuh Know We" feat. Ninjaman & Junior Reid) | —              | —              | —              | —              | —              | —              | —              | —              | —              | Murder Love                          |
| 1995 | "Sexy Girl"                                           | —              | 80             | —              | —              | —              | —              | —              | —              | —              | Murder Love                          |
| 1997 | "Boom Boom Boogie"                                    | —              | —              | —              | —              | —              | —              | —              | —              | —              | Justuss                              |
| 1997 | "Anything for You" (feat. Nadine Sutherland)          | —              | 74             | —              | —              | —              | —              | —              | —              | —              | Justuss                              |
| 1999 | "Someday Somehow"                                     | —              | —              | —              | —              | —              | —              | —              | —              | —              | Cooler Conditions                    |
| 2000 | "Everybody Wants to Be Like You"                      | —              | 2              | —              | —              | —              | —              | —              | —              | —              | Cooler Conditions & Mind on the Moon |
| 2000 | "Jimmy Hat"                                           | —              | —              | —              | —              | —              | —              | —              | —              | —              | Cooler Conditions & Mind on the Moon |
| 2000 | "The Plumb Song"                                      | —              | —              | —              | —              | —              | —              | —              | —              | —              | Cooler Conditions & Mind on the Moon |
| 2001 | "Joke Thing"                                          | —              | —              | —              | —              | —              | —              | —              | —              | —              | Mind on the Moon                     |
| 2001 | "Nothin' on Me"                                       | —              | —              | —              | —              | —              | —              | —              | —              | —              | Mind on the Moon                     |
| 2002 | "Legal"                                               | —              | 13             | —              | —              | —              | —              | —              | —              | —              | Two Hands Clapping                   |
| 2003 | "That's My Life" (feat. Jelleestone)—                 | —              | —              | —              | —              | —              | —              | —              | —              | —              | Two Hands Clapping                   |
| 2008 | "Just 4 U" (feat. Kobra Khan)                         | —              | —              | —              | —              | —              | —              | —              | —              | —              | non-album single                     |
| 2009 | "Adore You"                                           | —              | —              | —              | —              | —              | —              | —              | —              | —              | non-album single                     |